# Walberngrün
Walberngrün ist ein Gemeindeteil des Marktes Grafengehaig im oberfränkischen Landkreis Kulmbach. Der Ort liegt in der Gemarkung Walberngrün. Zum Gemeindeteil Walberngrün zählt der Wohnplatz Loh.

## Geografie
Das aus drei Siedlungen bestehende Dorf liegt auf einen Höhenzug des Frankenwaldes. Das Walberngrüner Bächlein entspringt ein wenig östlich der Siedlungen und durchfließt das Ortsgebiet in Ost-West-Richtung. Am nordöstlichen Ortsrand liegt ein Sportplatz mit dazu gehörendem Sportheim. Eine Gemeindeverbindungsstraße führt zur Kreisstraße KU 26 (1 km östlich) bzw. an Hüttenbach vorbei nach Weißenstein (2 km südlich). Eine weitere Gemeindeverbindungsstraße führt nach Gösmes zur Staatsstraße 2195 (1,1 km nordöstlich).

## Geschichte
Der an der Grenze des ehemaligen markgräflich-bayreuthischen Amtes Schauenstein gelegene Ort wurde früher auch „Walpotengrune“ genannt. Dieser Ortsname erinnert an das Ministerialengeschlecht der Walpoten und deren Rodungstätigkeit, die der Urbarmachung des Landes dienten.
Gegen Ende des 18. Jahrhunderts bestand Walberngrün aus 24 Anwesen. Das Hochgericht übte das Burggericht Guttenberg aus. Es hatte ggf. an das bambergische Centamt Marktschorgast auszuliefern. Die Dorf- und Gemeindeherrschaft hatte das Burggericht Guttenberg. Grundherren waren das Burggericht Guttenberg (1 Hof, 8 Halbhöfe, 4 Viertelhöfe, 6 Tropfhäuser) und das Rittergut Guttenberg-Schlößlein (2 Güter, 2 Halbgüter, 1 Haus).
1810 kam Walberngrün zum Königreich Bayern. Mit dem Gemeindeedikt wurde der Ort dem 1812 gebildeten Steuerdistrikt Eppenreuth zugewiesen. Zugleich entstand die Ruralgemeinde Walberngrün, zu der Hetzenhof, Hintererb, Hüttenbach und Mesethmühle gehörten. Sie war in Verwaltung und Gerichtsbarkeit dem Landgericht Münchberg zugeordnet und in der Finanzverwaltung dem Rentamt Münchberg. Von 1819 bis 1848 übernahm das Herrschaftsgericht Guttenberg weitestgehend die Befugnisse, die das Landgericht hatte. 1840 wurde die Gemeinde an das Landgericht Stadtsteinach und 1853 an das Rentamt Stadtsteinach überwiesen (1919 in Finanzamt Stadtsteinach umbenannt). Ab 1862 gehörte Walberngrün zum Bezirksamt Stadtsteinach (1939 in Landkreis Stadtsteinach umbenannt). Die Gerichtsbarkeit blieb beim Landgericht Stadtsteinach (1879 in Amtsgericht Stadtsteinach umgewandelt). 1964 hatte die Gemeinde eine Gebietsfläche von 2,780 km². Am 1. Januar 1972 wurde die Gemeinde Walberngrün in Grafengehaig eingegliedert.

### Ehemalige Baudenkmäler
- Haus Nr. 5: Eingeschossiges, verputzt massives Halbwalmdachhaus, erste Hälfte des 19. Jahrhunderts.[11]
- Haus Nr. 6: Eingeschossiges, verputzt massives Halbwalmdachhaus (ehemals Wohnstallhaus), erste Hälfte des 19. Jahrhunderts; zwei Türrahmungen mit Scheitelstein.[11]
- Haus Nr. 8: Am erneuerten Satteldachhaus profilierte Sandsteintürrahmung mit Scheitelstein, bezeichnet „1797“.[11]

### Einwohnerentwicklung
Gemeinde Walberngrün
| Jahr      | 1819   | 1840   | 1852   | 1855   | 1861   | 1867   | 1871   | 1875   | 1880   | 1885   | 1890   | 1895   | 1900   | 1905   | 1910   | 1919   | 1925   | 1933   | 1939   | 1946   | 1950   | 1952   | 1961  | 1970   |
| Einwohner | 204    | 302    | 326    | 307    | 325    | 352    | 346    | 354    | 363    | 363    | 305    | 332    | 294    | 250    | 274    | 242    | 239    | 215    | 211    | 276    | 249    | 231    | 203   | 190    |
| Häuser    |        |        |        |        |        |        | 38     |        |        | 41     | 39     |        | 38     |        |        |        | 41     |        |        |        | 38     |        | 40    |        |
| Quelle    | [ 13 ] | [ 14 ] | [ 14 ] | [ 14 ] | [ 15 ] | [ 16 ] | [ 17 ] | [ 18 ] | [ 19 ] | [ 20 ] | [ 21 ] | [ 14 ] | [ 22 ] | [ 14 ] | [ 23 ] | [ 14 ] | [ 24 ] | [ 14 ] | [ 14 ] | [ 14 ] | [ 25 ] | [ 14 ] | [ 8 ] | [ 26 ] |

Ort Walberngrün
| Jahr      | 001818 | 001819 | 001861 | 001871 | 001885 | 001900 | 001925 | 001950 | 001961 | 001970 | 001987 |
| Einwohner |        | 204 *  | 258    | 272    | 280    | 241    | 197    | 215    | 168    | 169    | 133    |
| Häuser    | 28     |        |        |        | 33     | 31     | 33     | 31     | 33     |        | 45     |
| Quelle    | [ 7 ]  | [ 13 ] | [ 15 ] | [ 17 ] | [ 20 ] | [ 22 ] | [ 24 ] | [ 25 ] | [ 8 ]  | [ 26 ] | [ 1 ]  |

## Religion
Walberngrün ist seit der Reformation gemischt konfessionell. Die Protestanten gehören zur Pfarrei Zum Heiligen Geist (Grafengehaig), die Katholiken zur Pfarrei St. Jakobus der Ältere (Enchenreuth).